# Округ Шелби (Кентаки)
Округ Шелби (енгл. Shelby County) је округ у америчкој савезној држави Кентаки.

## Демографија
По попису из 2010. године број становника је 42.074, што је 8.737 (26,2%) становника више него 2000. године.
| Група             | 2000.          | 2010.          |
| Белци             | 28.293 (84,9%) | 34.080 (81,0%) |
| Афроамериканци    | 2.942 (8,8%)   | 3.146 (7,5%)   |
| Азијати           | 133 (0,4%)     | 258 (0,6%)     |
| Хиспаноамериканци | 1.505 (4,5%)   | 3.812 (9,1%)   |
| Укупно            | 33.337         | 42.074         |